# Ferroferricatoforita
La ferroferricatoforita és un mineral de la classe dels silicats, que pertany al grup del nom arrel catoforita.

## Característiques
La ferroferricatoforita és un amfíbol de fórmula química Na(NaCa)(Fe₄2+Fe3+)(Si₇Al)O22(OH)₂. Cristal·litza en el sistema monoclínic. Aquest mineral es va definir com a ferricatoforita l'any 1978 i en la nomenclatures dels amfíbols de 1997. El grup de minerals de la catoforita va ser redefinit en la nomenclatura dels amfíbols de l'any 2012, i aquesta catoforita amb Fe2+ i Fe3+ dominants porta des de llavors el nom actual: ferroferricatoforita. Va ser aprovada com a espècie vàlida per l'Associació Mineralògica Internacional l'any 2016.
Els minerals del grup de la catoforita són amfíbols de sodi-calci definits amb A(Na+K+2Ca)> 0,5 apfu i 0,5 apfu < C(Al+Fe3++2Ti) < 1,5 apfu. Aquesta espècie està definida amb sodi dominant en la posició A, amb ferro dominant en les posicions C2+ i C3+, i amb el grup OH dominant en la posició W.
Segons la classificació de Nickel-Strunz, la ferroferricatoforita pertany a «09.DE - Inosilicats amb 2 cadenes dobles periòdiques, Si₄O11; clinoamfíbols» juntament amb els següents minerals: antofil·lita, cummingtonita, clinoholmquistita, grunerita, manganocummingtonita, manganogrunerita, permanganogrunerita, ferrofluoropedrizita, ferrifluoroleakeïta, actinolita, ferritschermakita, ferroactinolita, ferrohornblenda, ferrotschermakita, joesmithita, magnesiohornblenda, tremolita, tschermakita, cannilloïta, fluorcannilloïta, parvomanganotremolita, fluorotremolita, potassicfluoropargasita, edenita, ferroedenita, ferrokaersutita, ferropargasita, hastingsita, kaersutita, magnesiohastingsita, pargasita, sadanagaïta, fluoroedenita, potassicferroferrisadanagaïta, potassicsadanagaïta, potassicpargasita, potassicferrosadanagaïta, magnesiofluorohastingsita, potassicfluorohastingsita, potassicclorohastingsita, fluoropargasita, parvomanganoedenita, potassiccloropargasita, potassicferrocloroedenita, potassicmagnesiohastingsita, potassicferropargasita, cromiopargasita, ferro-taramita, barroisita, ferroferribarroisita, ferroferriwinchita, ferribarroisita, ferroferritaramita, ferroferrikatophorita, ferrobarroisita, ferrorichterita, ferrowinchita, ferritaramita, magnesiotaramita, richterita, winchita, taramita, fluororichterita, katophorita, potassicfluororichterita, potassicrichterita, ferrighoseïta, ferriwinchita, fluorotaramita, arfvedsonita, eckermannita, ferroeckermannita, ferroglaucòfan, glaucòfan, potassicmanganileakeïta, manganoarfvedsonita, ferrileakeïta, magnesioriebeckita, magnesioarfvedsonita, nyboïta, riebeckita, manganomanganiungarettiïta, ferroferrinyboïta, clinoferroferriholmquistita, ferrinyboïta, ferroferrileakeïta, ferroferrifluoroleakeïta, sodicferriclinoferroholmquistita, magnesiofluoroarfvedsonita, ferripedrizita, potassicferrileakeïta, fluoronyboïta, manganidellaventuraïta, fluoropedrizita, potassicarfvedsonita, ferriobertiïta, potassicmagnesiofluoroarfvedsonita, ferroferripedrizita, potassicmagnesioarfvedsonita, pedrizita, ferropedrizita, fluoroleakeïta i ferroferriobertiïta.
L'exemplar que va servir per a determinar l'espècie, el que es coneix com a material tipus, es troba conservat a les col·lecciona del Museu de mineralogia "Dr. Alfred Stelzner", de la Universidad Nacional de Córdoba (Argentina), amb el número de catàleg: ms003341.

## Formació i jaciments
Va ser descoberta al flanc oriental de la Sierra de Maz, a Villa Unión, al departament del Coronel Felipe Varela (La Rioja, Argentina). També ha estat descrita a Xiangshan (Hebei, Xina), al dipòsit de niobi i zirconi d'Abdong (Província de Kangwon, Corea del Nord) i al massís de Khibini (óblast de Múrmansk, Rússia).